# 葛雷戈里奧·德爾·皮拉爾級巡防艦
葛雷戈里奧·德爾·皮拉爾級巡防艦（英語: Gregorio del Pilar-class frigate）是菲律賓海軍噸位最大的巡防艦。原屬於美國海岸防衛隊的漢彌爾頓級遠洋巡邏艦，自美退役後，由菲律賓購買並由美國翻修。葛雷戈里奧·德爾·皮拉爾是美菲戰爭時代一個傳奇人物，驍勇善戰，年紀輕輕就當上將軍，有「男孩將軍」的暱稱。在作戰中英年早逝，在菲律賓被視為英雄人物。
多年以來，菲律賓海軍沒有較新式的船艦，原有的主力艦是2艘二次大戰美軍建造的輕型坎農級巡邏艦，該艦沒有任何現代化雷達與射控系統，只有人力操作的火炮聊備一格，遑論飛彈與魚雷等武器。
自從近年中華人民共和國積極開發南海諸島，因此與周邊國家關係緊張，且與中華民國在巴士海峽周邊發生多次漁業糾紛以後，遂決心引進較為現代化的船艦充實水面力量。

## 歷史
漢彌爾頓級已經在美國服役逾40年，在新型的傳奇級巡邏艦服役後開始陸續汰除轉售予第三世界國家，菲律賓遂在2011年接收首艦葛雷戈里奧・德爾・皮拉爾號。
原本在美國海岸防衛隊服役時正是冷戰高峰，因此艦上裝有許多軍規的豪華裝備，例如OTO 76公厘艦炮、Mk.92射控系統、AN/SPS-40長程對空警戒雷達、AN/SQS-38變深聲納、M32mod.7反潛魚雷發射器、方陣近迫武器系統，並有發射魚叉飛彈的能力，以此等配備放到任何中小型國家都可以當作一線主力艦艇使用。
但是由於經費不足，引進菲律賓海軍後除OTO 76公厘艦炮與Mk.92射控系統以及小口徑槍砲仍保留外，其他裝備悉數拆除，降格成為一艘稍微現代化一點的火炮巡邏艦。
2019年4月4日，《菲律賓通訊社》（PNA）報導，菲國海軍公關處主任扎塔上校（Captain Jonathan V. Zata）4日記者會上表示，在經過全盤考量後，該國海軍將麾下現役3艘皮拉爾級巡防艦，降為巡邏艇的編制。

## 現代化
目前菲律賓海軍已委託韓國現代集團、韓華集團進行升級，預估將會在電子系統上進行現代化。

## 同型艦
| 舷號  | 艦名                                                | 建造日         | 服役日         | 退役日 | 備註                     |
| ----- | --------------------------------------------------- | -------------- | -------------- | ------ | ------------------------ |
| PS-15 | 葛雷戈里奧·德爾·皮拉爾號 （BRP Gregorio del Pilar） | 1965年11月23日 | 2011年12月14日 |        | 原漢彌爾頓號（WHEC-715） |
| PS-16 | 拉蒙·阿卡拉茲號 （BRP Ramon Alcaraz）               | 1966年2月7日   | 2013年8月6日   |        | 原達拉斯號（WHEC-716）   |
| PS-17 | 安德烈斯·博尼法西奧號 （BRP Andres Bonifacio）      | 1966年6月17日  | 2016年7月21日  |        | 原鮑特韋爾號（WHEC-719） |

## 外部連結
- 378-英尺（115-） High Endurance Cutter Fact Sheet （页面存档备份，存于）
- GlobalSecurity.org overview （页面存档备份，存于）
- Next Navy ship to be named after Corregidor hero （页面存档备份，存于）